# Vidar Nisja
Vidar Nisja (Stavanger, 21 agosto 1986) è un ex calciatore norvegese, di ruolo centrocampista.

## Caratteristiche tecniche
Nisja viene impiegato sulla linea dei centrocampisti, sia in posizione centrale che sulla fascia. È veloce e bravo nel gioco aereo.

## Carriera

### Club

#### Bryne
Nisja ha iniziato a giocare con la maglia del Bryne quando è subentrato a Tor Stian Kjøllesdal nel pareggio a reti inviolate contro l'Hødd, in data 18 aprile 2004. Il 24 ottobre dello stesso anno, ha segnato la prima rete: è stato infatti suo uno dei gol del Bryne, che ha pareggiato per 2-2 sul campo dello Strømsgodset.

#### Viking
Nel 2007, è passato al Viking. Ha debuttato nell'Eliteserien in data 28 ottobre: ha sostituito infatti André Danielsen nella sconfitta per 5-2 contro il Brann. Ha segnato anche una rete per la sua squadra, nella stessa partita. Il 17 luglio ha debuttato nelle competizioni europee per club, quando è subentrato a Jone Samuelsen nella sconfitta per 1-0 in casa del Vėtra, in una sfida valida per il primo turno di qualificazione alla Coppa UEFA 2008-2009. Il 4 novembre 2015, il Viking ha reso noto che il contratto del giocatore – in scadenza a fine anno – non sarebbe stato rinnovato.

#### Sandnes Ulf
Il 4 dicembre 2015, il Sandnes Ulf ha reso noto che Nisja aveva firmato un contratto triennale con il club, valido a partire dal 1º gennaio 2016. Ha scelto la maglia numero 7.

### Nazionale
Nisja ha giocato 11 partite per la Norvegia under 21, con una rete all'attivo. Ha debuttato il 5 ottobre 2006, quando è subentrato a Morten Hæstad nella vittoria per 1-3 sulla Danimarca. Il 12 giugno 2008 ha segnato la prima e unica rete con questa selezione, nel successo per 1-4 sul campo dell'Islanda.

## Statistiche

### Presenze e reti nei club
Stagione aggiornate al 31 marzo 2020.
| Stagione           | Club               | Campionato         | Campionato | Campionato | Coppe nazionali | Coppe nazionali | Coppe nazionali | Coppe continentali | Coppe continentali | Coppe continentali | Supercoppe | Supercoppe | Supercoppe | Totale | Totale |
| Stagione           | Club               | Comp               | Pres       | Reti       | Comp            | Pres            | Reti            | Comp               | Pres               | Reti               | Comp       | Pres       | Reti       | Pres   | Reti   |
| ------------------ | ------------------ | ------------------ | ---------- | ---------- | --------------- | --------------- | --------------- | ------------------ | ------------------ | ------------------ | ---------- | ---------- | ---------- | ------ | ------ |
| 2004               | Bryne              | 1D                 | 15         | 1          | CN              | ?               | ?               | -                  | -                  | -                  | -          | -          | -          | ?      | ?      |
| 2005               | Bryne              | 1D                 | 26         | 4          | CN              | ?               | ?               | -                  | -                  | -                  | -          | -          | -          | ?      | ?      |
| 2006               | Bryne              | 1D                 | 23+2       | 0          | CN              | ?               | ?               | -                  | -                  | -                  | -          | -          | -          | ?      | ?      |
| gen.-lug. 2007     | Bryne              | 1D                 | 9          | 0          | CN              | ?               | ?               | -                  | -                  | -                  | -          | -          | -          | ?      | ?      |
| Totale Bryne       | Totale Bryne       | Totale Bryne       | 73+2       | 5+0        |                 | ?               | ?               |                    | -                  | -                  |            | -          | -          | ?      | ?      |
| lug.-dic. 2007     | Viking             | ES                 | 1          | 1          | CN              | -               | -               | -                  | -                  | -                  | -          | -          | -          | 1      | 1      |
| 2008               | Viking             | ES                 | 14         | 2          | CN              | 2               | 0               | CU                 | 3                  | 0                  | -          | -          | -          | 19     | 2      |
| 2009               | Viking             | ES                 | 28         | 4          | CN              | 3               | 0               | -                  | -                  | -                  | -          | -          | -          | 31     | 4      |
| 2010               | Viking             | ES                 | 29         | 3          | CN              | 5               | 2               | -                  | -                  | -                  | -          | -          | -          | 34     | 5      |
| 2011               | Viking             | ES                 | 23         | 3          | CN              | 5               | 1               | -                  | -                  | -                  | -          | -          | -          | 28     | 4      |
| 2012               | Viking             | ES                 | 27         | 7          | CN              | 3               | 2               | -                  | -                  | -                  | -          | -          | -          | 30     | 9      |
| 2013               | Viking             | ES                 | 21         | 1          | CN              | 1               | 1               | -                  | -                  | -                  | -          | -          | -          | 22     | 2      |
| 2014               | Viking             | ES                 | 28         | 9          | CN              | 2               | 0               | -                  | -                  | -                  | -          | -          | -          | 30     | 9      |
| 2015               | Viking             | ES                 | 19         | 2          | CN              | 4               | 1               | -                  | -                  | -                  | -          | -          | -          | 23     | 3      |
| Totale Viking      | Totale Viking      | Totale Viking      | 190        | 32         |                 | 25              | 7               |                    | 3                  | 0                  |            | -          | -          | 218    | 39     |
| 2016               | Sandnes Ulf        | 1D                 | 24+1       | 2+0        | CN              | 2               | 2               | -                  | -                  | -                  | -          | -          | -          | 27     | 4      |
| 2017               | Sandnes Ulf        | 1D                 | 27         | 3          | CN              | 2               | 1               | -                  | -                  | -                  | -          | -          | -          | 29     | 4      |
| 2018               | Sandnes Ulf        | 1D                 | 9          | 0          | CN              | 0               | 0               | -                  | -                  | -                  | -          | -          | -          | 9      | 0      |
| Totale Sandnes Ulf | Totale Sandnes Ulf | Totale Sandnes Ulf | 60+1       | 5+0        |                 | 4               | 3               |                    | -                  | -                  |            | -          | -          | 65     | 8      |
| Totale             | Totale             | Totale             | 323+3      | 42+0       |                 | ?               | ?               |                    | 3                  | 0                  |            | -          | -          | ?      | ?      |